# Der Araber von morgen – Eine Kindheit im Nahen Osten

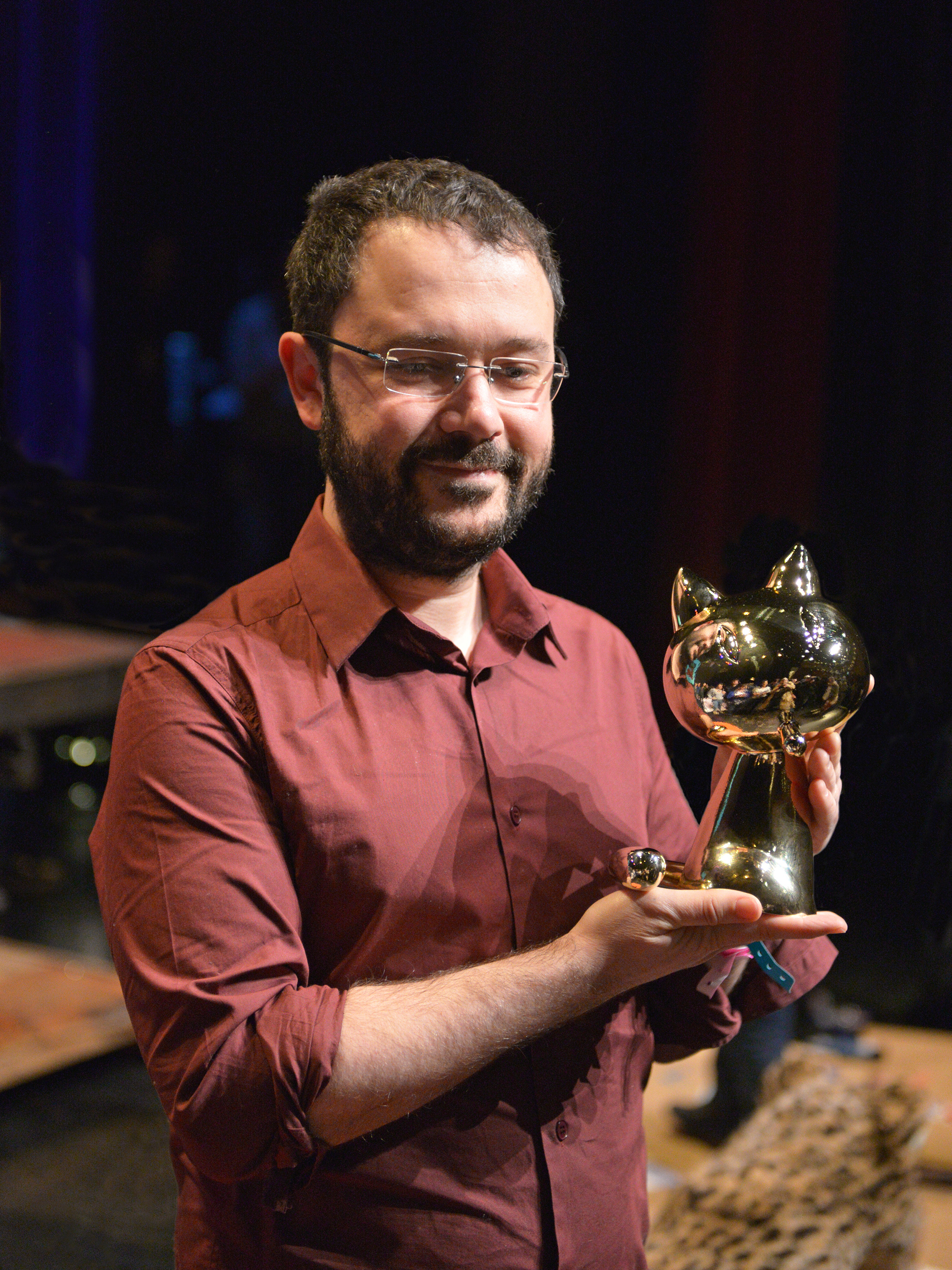
Riad Sattouf, ausgezeichnet für "L’Arabe du futur" beim Festival von Angoulême für die beste Graphic Novel des Jahres

Der Araber von morgen – Eine Kindheit im Nahen Osten (französischer Originaltitel: L’Arabe du futur. Une jeunesse au Moyen-Orient) ist eine Graphic-Novel-Serie des französischen Karikaturen- und Comiczeichners Riad Sattouf. Er schildert seine Erlebnisse ab 1978 in Frankreich, Libyen und Syrien in einer autobiografischen Illustration seiner eigenen Kindheit und Jugend.
Das mehrbändige Werk erschien von Mai 2014 bis November 2022 beim französischen Verlag Allary Éditions und ab 2015 in der deutschen Übersetzung von Andreas Platthaus. 2014 wurde der Comic beim 42. Festival von Angoulême mit dem Fauve d‘or, dem wichtigsten europäischen Comic-Preis, als beste Graphic Novel des Jahres ausgezeichnet.

## Inhalt

### 1. Band (1978–1984)
Erzählt wird die Geschichte aus der Sicht des kleinen Riad, der die Welt mit den Augen eines Kindes sieht, unschuldig und naiv. Ergänzt wird diese unschuldige Erzählweise mit einer zweiten Ebene, einer Stimme aus dem Off. Sie begleitet den Leser über die 160 Seiten, erklärt wichtige Zusammenhänge und macht den historischen Kontext deutlich.
Alles beginnt mit dem Kennenlernen der Eltern in Paris. Sein Vater, ein aus Syrien stammender Stipendiat, und seine Mutter, eine Französin aus der Bretagne, treffen sich an der Uni, verlieben sich und Riad kommt auf die Welt. Doch nach seinem Studium zieht es den Vater zurück in den Nahen Osten. So zieht die Familie nach Libyen, wo er als Universitätsdozent lehrt. Riad schildert das Leben der Familie, das sich sehr von dem in Frankreich unterscheidet und nicht immer so verläuft, wie auch der Vater sich das wünscht oder vorgestellt hat.
Die Familie wird konfrontiert mit Problemen wie der Mangelwirtschaft im Libyen der frühen 1980er Jahre. Es gibt viele Dinge, die der kleine Riad noch nicht versteht. Als seine Mutter beim Vorlesen der Nachrichten aus Muammar al-Gaddafis Propagandaküche bei einem französischsprachigen Radiosender einen Lachanfall bekommt, wird die Situation der Familie gefährlich. Kurze Zeit später kehren sie vorübergehend zurück nach Frankreich zur französischen Großmutter. Als Nächstes möchte Riads Vater nach Syrien.
Sie kommen ins Heimatdorf des Vaters bei Homs, wo Riad seine syrische Familie kennenlernt. Sein Vater, ein stolzer Patriot, zeigt seiner Familie das Dorf, sieht dabei jedoch über die vielen Probleme des Landes hinweg. Für Riad ist das Leben in Syrien kein leichtes. Die Kinder in seinem Alter scheinen sehr gewaltbereit zu sein. Er wird wegen seines europäischen Aussehens verspottet und gilt als „Jude“, den man verprügeln muss. Riad möchte nicht zur Schule gehen, da er auch kein Arabisch spricht, doch sein Vater ist der Meinung, dass der Araber von morgen genau das tut. Riad tut sich schwer damit Freunde zu finden und fürchtet vor allem seine beiden Cousins, die ihn immer wieder angreifen.
Als Riads Mutter die Kinder in seiner Schule dabei beobachtet, wie sie einen Hund quälen und am Ende aufspießen, da Hunde in muslimischer Tradition als unrein gelten, verlangt sie, dass sie zurück nach Frankreich gehen. Doch Riads Vater ist überzeugt, dass sie trotz eines schwierigen ersten Jahres eine gute Zukunft in Syrien haben werden. Nach einer kurzzeitigen Rückkehr nach Frankreich beschließt er eine Villa nahe seinem Heimatdorf in Syrien zu bauen.

### 2. Band (1984–1985)
Die Familie kehrt nach Syrien in das Heimatdorf des Vaters zurück. Riad lernt dort den harten Schulalltag kennen.

### 3. Band (1985–1987)
Riads Mutter hält das Leben im Dorf nicht mehr aus und möchte wegziehen. Riads Vater ist hin- und hergerissen zwischen der Moderne und der arabischen Tradition. Es kommt zur Trennung.

### 4. Band (1987–1992)
Riads Mutter zieht mit den Kindern zurück in die Bretagne, während der Vater sich dem Islam hingibt. Er unternimmt eine Pilgerreise nach Mekka und wird Dozent für Zeitgeschichte in Saudi-Arabien. Seinem Sohn tritt er nun aggressiver entgegen.

### 5. Band (1992–1994)
Der Vater hat den jüngsten Bruder entführt und bleibt verschwunden. In Frankreich hingegen lebt Riad das Leben eines normalen Jugendlichen.

### 6. Band (1994–2011)
Im sechsten und letzten Band wird das künstlerische Leben von Riad dargestellt. Seine Mutter ist immer noch verzweifelt über die Entführung ihres jüngsten Sohnes Fadi. Dieser Band enthüllt die Auflösung der Dramen, welche die Familie erschüttert haben, bis hin zum Krieg in Syrien. Außerdem erfährt man etwas über den Werdegang von Riad als Student, seine Anfänge beim Film und vor allem, wie er seinen Lebenstraum verwirklicht hat: Comicautor zu werden. Diese Jahre sind durch die Abwesenheit des Vaters geprägt, dessen Stimme jedoch während der gesamten Erzählung allgegenwärtig bleibt, in Form einer kleinen roten Sprechblase, die in einer Ecke fast jedes Kästchens steckt.

## Veröffentlichung
Der Debütband erschien im Mai 2014 beim französischen Verlag Allary und 2015 in der deutschen Übersetzung von Andreas Platthaus beim Albrecht Knaus Verlag.
Im Juni 2015 erschien bei Allary der zweite Band L’Arabe du futur 2. Une jeunesse au Moyen-Orient (1984–1985). Der dritte Band erschien im Oktober 2016 und behandelt die Jahre 1985 bis 1987. Der vierte Band folgte im September 2018 und behandelt die Jahre 1987 bis 1992. Dieser Band erschien nicht mehr bei Albrecht Knaus, sondern im Penguin Verlag. Der 5. Band erschien in Frankreich im November 2020. Als Abschluss erschien der 6. Band im November 2022. Im Oktober 2023 erschien der letzte Band auch auf Deutsch.
Nach Abschluss der Reihe wurde ihr beim Comicfestival in Angoulême 2024 eine Ausstellung gewidmet.

## Rezeption
Markus Lippold bei n-tv findet: Der „Araber von morgen“ bleibt eben ein Wunschtraum. Sattoufs Darstellung weist einen direkten Weg in die Gegenwart, legt subtil die Hintergründe dafür dar, warum Libyen und Syrien heute in Chaos und Gewalt versinken: Die autoritäre Diktatur, die verfehlte Sozialpolitik, die marode Wirtschaft, Korruption, Propaganda, aber auch Gewalt und die patriarchale Gesellschaft sind in seinem Buch allgegenwärtig. Sie verhinderten eine normale gesellschaftliche Entwicklung und die Etablierung einer stabilen politischen Ordnung.
Timur Vermes in Der Spiegel: Ob Christchurch oder Berliner Weihnachtsmarkt, die mentale Munition ist stets die gleiche. Was den „Araber von morgen“ so unterhaltsam und elegant einleuchtend macht: Riad Sattouf weiß, dass es genügt, diesen Mechanismus einseitig zu schildern, um universell zu wirken.
Lars von Törne nennt die Reihe im Tagesspiegel zu ihrem Abschluss eine „der scharfsinnigsten, witzigsten und auch kommerziell erfolgreichsten autobiografischen Comicerzählungen der vergangenen Jahre“. Im letzten Band führe Sattouf „[m]it schonungsloser Offenheit sich selbst gegenüber, bemerkenswert viel Selbstironie und schwungvollen, souverän zu Papier gebrachten Bildfolgen […] viele Erzählstränge der Reihe zu einem erzählerisch weitgehend runden Ende zusammen“. Er vermittele die Geschichte „wie gehabt mit präziser Beobachtungsgabe und dynamischen Bildern, die mit ihrer eleganten Linienführung an Sempé („Der kleine Nick“) erinnern. Dazu kommen authentisch klingende Dialoge, für die FAZ-Literaturredakteur Andreas Platthaus eine überzeugende deutsche Übersetzung gefunden hat, die den unterschiedlichen Sprachebenen der Figuren gerecht wird“.